# Escape From Domination
Escape From Domination è un album in studio di Moon Martin, pubblicato nel 1979 dalla Capitol Records.

## Descrizione
Prodotto da Craig Leon, è stato inciso nello studio Suntreader. Si tratta del secondo lavoro di Moon Martin, un album di undici canzoni originali e una cover. Il disco si rifà al rockabilly degli anni cinquanta. Alcuni critici notano anche analogie con il sound di Elvis Costello e del tardo periodo di John Denver.

## Accoglienza
Escape From Domination è stata l'opera più venduta dell'artista americano. Venne inserito nella lista Billboard 200 e nella Top 100 del periodico RPM.

## Tracce
1. I've Got a Reason
2. She Made a Fool of You
3. Dreamer
4. Gun Shy
5. Hot House Baby
6. The Feeling's Right
7. Rolene
8. No Chance
9. Dangerous
10. Bootleg Woman

## Formazione
- Moon Martin: chitarra, voce
- Jude Cole: chitarra
- Rick Croy: batteria
- Dennis Croy: basso